# Kunst-As

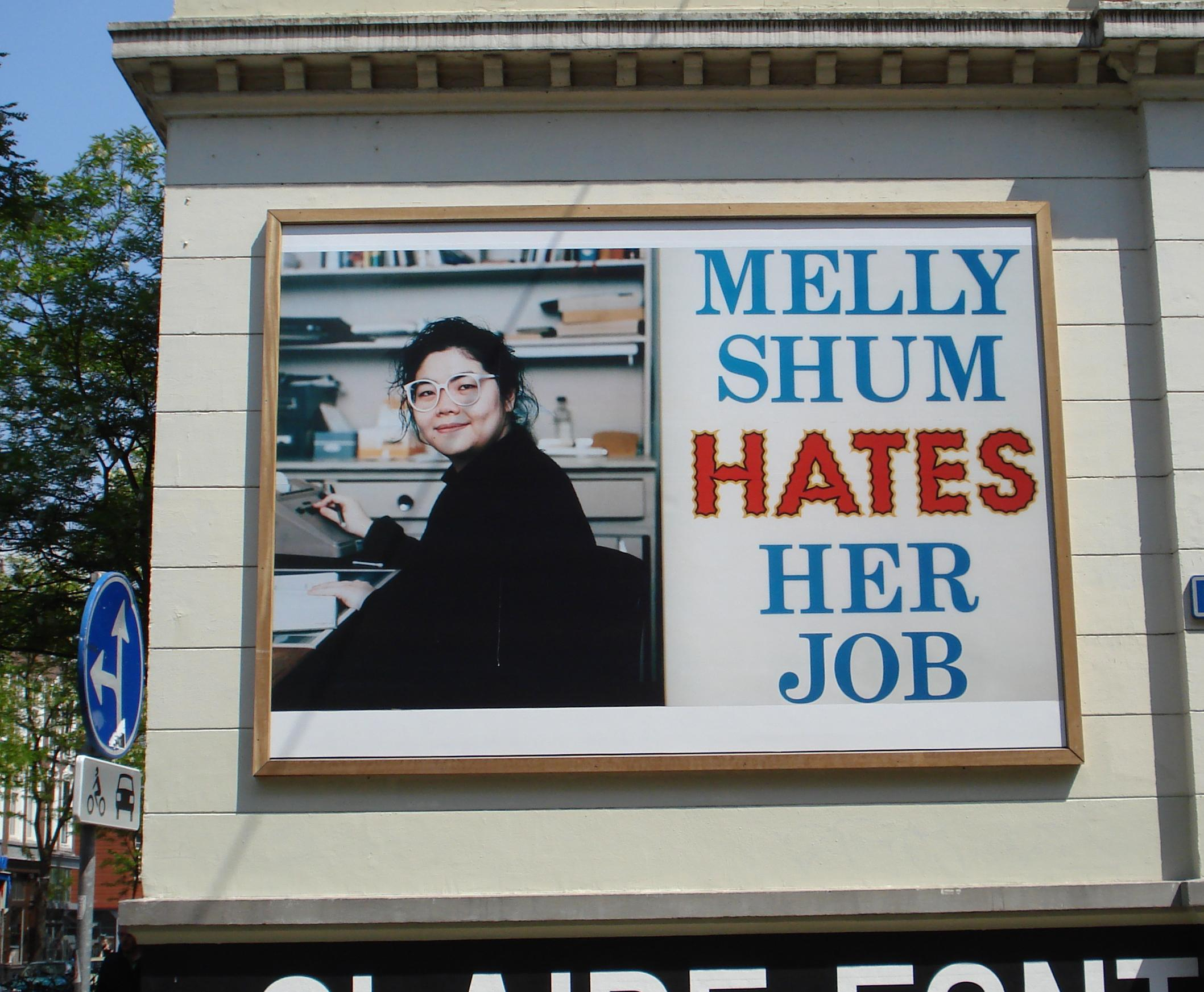
Het kunstwerk 'Melly Shum Hates Her Job' (Ken Lum, 1990) langs de Rotterdamse Kunst-As

Onder de Kunst-As van Rotterdam wordt het stedelijke lint 'Museumpark - Witte de Withstraat - Museumhaven' verstaan. Langs deze route is een grote concentratie culturele instellingen te vinden.
In de jaren zeventig had met name de Witte de Withstraat een slechte reputatie in verband met de vele louche cafés en illegale gokhuizen. Vanaf medio 1998 werd een transformatie tot kunst-as ingezet. Tot en met 2004 kende het gebied een eigen promotie-orgaan. Onder de naam Stichting Kunst-As richtte een groep creatieven zich op de herprofilering. De activiteiten stonden onder leiding van kunstenaar Daan Samson. 

## Culturele instellingen langs de Kunst-As
- Kunsthal
- Natuurhistorisch Museum Rotterdam
- Museum Boijmans Van Beuningen
- Het Nieuwe Instituut
- Chabot Museum
- Villa Sonneveld
- Galerie de Aanschouw / 80b
- V2 Instituut voor de instabiele media
- CBK Rotterdam
- Stichting WORM
- TENT Rotterdam
- Kunstinstituut Melly
- Galerie De Kromme Elleboog
- MAMA: Showroom for Media and Moving Art Rotterdam
- Ro Theater
- Van der Vlies & Koers Exhibitions
- Galerie Van Eijck
- Galerie Ecce
- NL=US Art gallery
- Maritiem Museum Rotterdam
- Havenmuseum